# اوسوتو اوتوشی
اوسوتو اوتوشی (به ژاپنی: 大外落)-(به انگلیسی: Osoto otoshi) یکی از فنون و تکنیک‌های دستهٔ ناگه-وازا رشتهٔ ورزشی جودو است که در زیردستهٔ آشی-وازا دسته‌بندی می‌شود. 